# Maesa insignis
Maesa insignis är en viveväxtart som beskrevs av Woon Young Chun. Maesa insignis ingår i släktet Maesa och familjen viveväxter. Inga underarter finns listade i Catalogue of Life.